# Arn (Fluss)
Der Arn ist ein Fluss in Frankreich, der in der Region Okzitanien verläuft. Er entspringt in den Monts de l’Espinouse, im Gemeindegebiet von Fraisse-sur-Agout, entwässert generell in südwestlicher Richtung durch den Regionalen Naturpark Haut-Languedoc und mündet nach 56 Kilometern bei Mazamet als linker Nebenfluss in den Thoré.
Auf seinem Weg durchquert der Arn die Départements Hérault und Tarn.

## Orte am Fluss
- Le Soulié
- Anglès
- Le Vintrou
- Pont-de-Larn
- Mazamet